# Ladakh-Zwerghamster
Der Ladakh-Zwerghamster oder Indische Zwerghamster (Urocricetus alticola (Synonym: Cricetulus alticola)) ist eine zu den Tibetischen Zwerghamstern gehörende Art der Hamster.
In einigen Systematiken wird er dem Kham-Zwerghamster oder dem Tibet-Zwerghamster zugeordnet. In anderen Systematiken wird ihm Urocricetus tibetanus zugeordnet.
Er bewohnt den Westen des Hochlands von Tibet in China, im Westen Nepals und im äußersten Norden Indiens.

## Körpermerkmale
| Karyotyp |
| -------- |
| 2n = 22  |

Die Kopf-Rumpf-Länge des Ladakh-Zwerghamsters beträgt 80 bis 98 Millimeter, die Schwanzlänge 36 bis 42 Millimeter, die Hinterfußlänge 15 bis 18 Millimeter und die Ohrlänge 13 bis 16 Millimeter. Die größte Schädellänge beträgt 25 bis 28 Millimeter, das Körpergewicht 22 bis 48 Gramm und die Anzahl der Chromosomen beträgt 22.
Das Fell der Oberseite ist graugelb-braun und auf dem Rücken befinden sich keine Flecken. Die Abgrenzung zwischen dem Fell der Oberseite und dem der Unterseite ist undeutlich und verläuft eher als Wellenlinie entlang der Flanke. Die Hüfte ist grau und der Schwanz ist kurz, oberseits hellbraun und unterseits weiß. Die Paukenblasen sind klein und der Zahnschmelz des ersten oberen Backenzahns weist ein ausgeprägtes Faltenmuster auf.
Vom Kham-Zwerghamster unterscheidet sich der Ladakh-Zwerghamster durch den weniger als fünf Zentimeter langen Schwanz und durch die fehlende Schwarzfärbung der Hüfte. Mit dem Tibet-Zwerghamster, mit Urocricetus tibetanus und mit dem Grauen Zwerghamster hat er diese Merkmale gemeinsam, unterscheidet sich von ihnen jedoch durch das ausgeprägte Faltenmuster des ersten oberen Backenzahns.

## Lebensweise
Der Lebensraum des Ladakh-Zwerghamsters sind Nadel- und Birkenwälder, Wüstensteppen, Buschland sowie Feucht- und Hochlandwiesen. Er besetzt offenbar eine sehr breite ökologische Nische und ist gewöhnlich in Höhen zwischen 3100 und 5200 Metern anzutreffen. Er ist hauptsächlich nachtaktiv, kann jedoch auch tagsüber aktiv sein und ernährt sich von den Samen von Gräsern, von Getreide und von Insekten. Die Fortpflanzung findet zwischen Mai und August statt, der Höhepunkt liegt im Juni und Juli. Die Anzahl der Jungtiere je Wurf beträgt fünf bis zehn, am häufigsten sind sieben bis acht Jungtiere.

## Verbreitung und Bestand
Das Verbreitungsgebiet des Ladakh-Zwerghamsters sind der Südwesten Xinjiangs und der Nordwesten Tibets in China,
der Westen Nepals
und Ladakh im Norden Indiens.
Die Internationale Naturschutzunion stuft ihn weltweit
und in China
als nicht gefährdet ein.

## Systematik und Benennung
Der Ladakh-Zwerghamster wird gewöhnlich als eigenständige Art betrachtet
(Thomas, 1917;
Ellerman, 1941;
Ellerman und Morrison-Scott, 1951;
Ellerman, 1961;
Corbet, 1978;
Corbet und Hill, 1980;
Honacki und Mitarbeiter, 1982;
Nowak und Paradiso, 1983;
Corbet und Hill, 1986;
Corbet und Hill, 1991;
Nowak, 1991;
Musser und Carleton, 1993;
Pawlinow und Mitarbeiter, 1995;
Nowak, 1999;
Pawlinow, 2003;
Duff und Lawson, 2004;
Musser und Carleton, 2005;
Smith und Hoffmann, 2008).
In einigen Systematiken wird er jedoch als Unterart des Kham-Zwerghamsters
(Feng und Mitarbeiter, 1986;
Zhang und Mitarbeiter, 1997;
Wang, 2003)
oder des Tibet-Zwerghamsters
(Argiropulo, 1933)
geführt.
Laut Flint (1966) ist er dagegen möglicherweise eine Unterart des Grauen Zwerghamsters.
Das Typusexemplar des Ladakh-Zwerghamsters wurde bei Chushul in der Region Ladakh in Jammu und Kashmir auf einer Höhe von 4115 Metern gefunden und 1917 von Oldfield Thomas als Cricetulus alticola beschrieben.
Das Artepithet alticola leitet sich von lateinisch altum („hoch“) und incola („Bewohner“) ab und ist  männlich.
Honigs (2005) verwendet als deutschen Trivialnamen „Indischer oder Ladak-Zwerghamster.“